# حشره‌خوار مامفه
 حشره‌خوار مامفه (نام علمی: Crocidura virgata) نام یک گونه از سرده حشره‌خوارهای دندان‌سفید است.